# Pelargoderus marginipennis
Pelargoderus marginipennis là một loài bọ cánh cứng trong họ Cerambycidae.